# 佐藤タカヒロ
佐藤 タカヒロ（さとう タカヒロ、 1976年7月24日 - 2018年7月3日）は、日本の漫画家。山形県酒田市出身。

## 経歴
本名、佐藤 貴広（読みは同じ）。
幼い頃から絵を描くのが好きだった佐藤は、羽黒高等学校、仙台デザイン専門学校を卒業後、首都圏で漫画のアシスタントに就く。アシスタント業の傍らで描いた作品が2000年に週刊少年チャンピオン新人まんが賞準入選する。
学生時代に柔道に取り組んでいたこともあり、『週刊少年チャンピオン』にて2004年から柔道漫画『いっぽん!』の連載を始める。この頃から、故郷である酒田市に拠点を移す。2006年に『いっぽん!』が終了した後は、しばらくは次の連載が決まらず、苦悩の日々を過ごした。
編集者の提案もあり、2009年からは相撲漫画『バチバチ』の連載を開始。佐藤自身はそれまで相撲への興味は薄かったが、研究を重ね『バチバチ』は迫力ある相撲の取組の描写と登場人物の熱い心情描写で人気作となり、2度の改題を経て9年以上の長期連載となった。
妻との間には3人の娘に恵まれ、佐藤は学校行事などには欠かさず参加していた。
2018年7月3日午前3時35分、急性冠症候群のため山形県酒田市の日本海総合病院にて死去した。41歳没。告別式は同年7月6日に行われ、喪主は妻が務めた。
連載中だった『鮫島、最後の十五日』は、週刊少年チャンピオン 2018年33号掲載分で未完のまま最終回となることが発表された。『大相撲ジャーナル』2018年9月号では緊急追悼企画として『バチバチ』の主人公・鮫島鯉太郎を表紙に掲載するなどのコラボレーションを行った。

## 作品リスト
- いっぽん!（『週刊少年チャンピオン』2004年17号 - 2006年46号、全14巻）
- バチバチ（『週刊少年チャンピオン』2009年24号 - 2012年19号、全16巻）
  - バチバチ BURST（バチバチ バースト）（『週刊少年チャンピオン』2012年25号 - 2014年36+37合併号、全12巻）
  - 鮫島、最後の十五日（『週刊少年チャンピオン』2014年50号 - 2018年33号、全20巻）※未完